# Jackson Place
Pour les articles homonymes, voir Jackson.

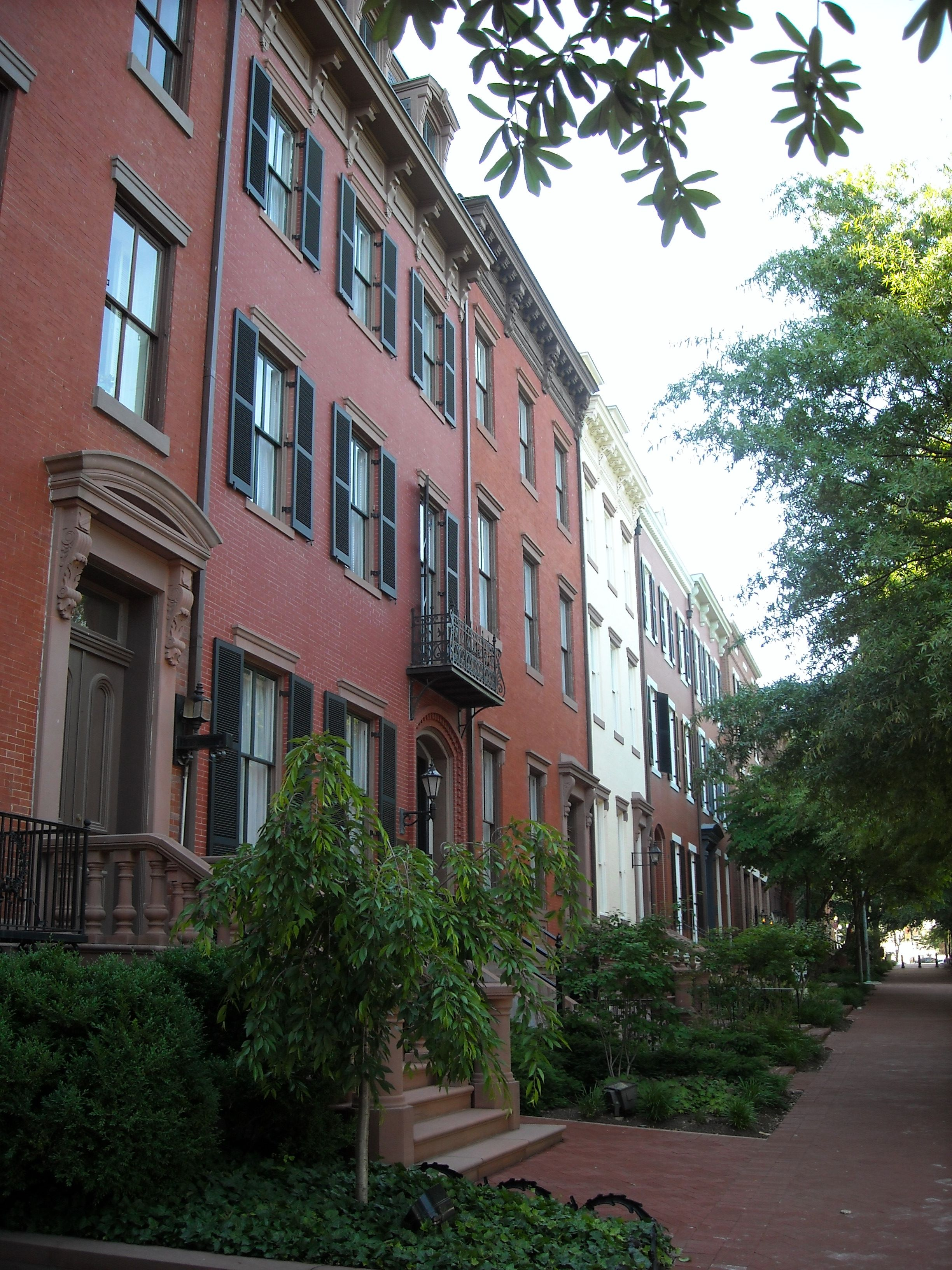
Maisons de la Jackson Place.

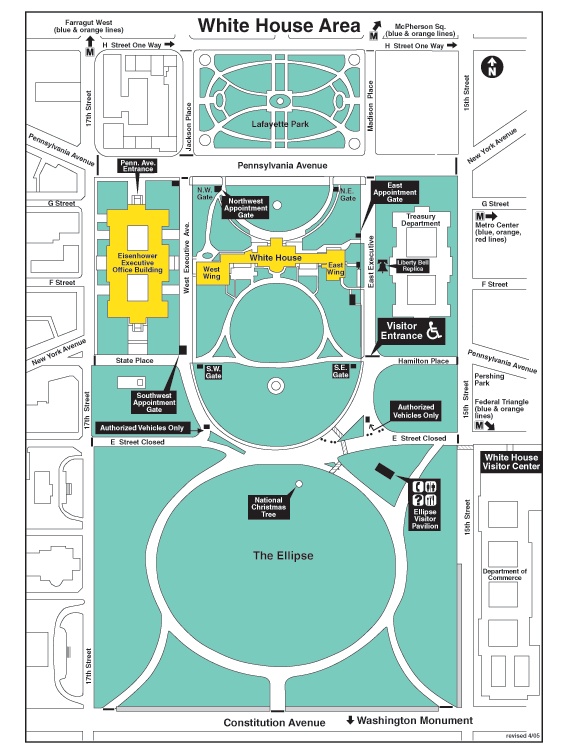
La Jackson Place, se trouve en haut à gauche, juste à gauche du parc Lafayette.

Jackson Place est une rue située juste au nord-est de la Maison-Blanche, bordant l'ouest du parc Lafayette, entre Pennsylvania Avenue et H Street, NW.  Elle est bordée à l'est par plusieurs maisons de ville, qui datent du XIXe siècle et actuelles propriétés du gouvernement fédéral. 

## Maisons

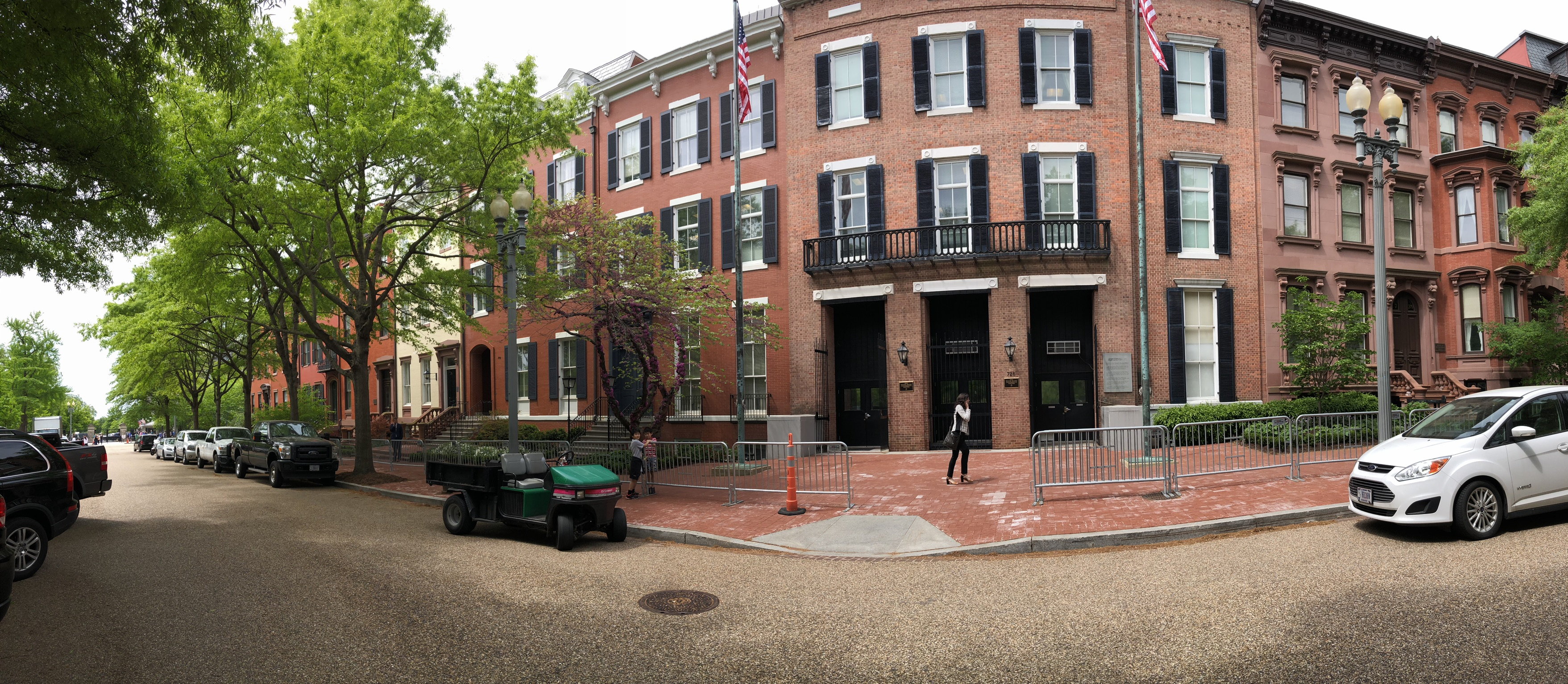
Jackson Place en 2019

Ces maisons furent construites  sur un terrain qui était alors la propriété de la famille Decatur, jusqu'en 1869, où il le vendirent à Lorenzo Sherwood, qui à son tour le revendra à John Knower.

### Decatur House
Benjamin Latrobe dessina la Decatur House (en), situé au 748 Jackson Place. Achevé en 1818 pour le héros de la marine américaine  Stephen Decatur (1176-1820)  et sa femme Susan, elle se distingue par son architecture néo-classique et sa proximité avec la Maison-Blanche qui fit par la suite de la Decatur House, l'une des adresses les plus recherchées de Washington et fut occupée par plusieurs figures nationales prÉéminentes dont parmi ses derniers résidents Henry Clay, Martin Van Buren et Judah Benjamin. La Decatur House est maintenant un musée.

### 736 Jackson Place
La maison du 736 Jackson Place fut construite vers 1870 pour Cornelia Knower Marcy, la veuve du Secrétaire à la Guerre William Learned Marcy.  Dans les années 1880, le Représentant (député) du Michigan John Newberry (en) puis le Sénateur James Blaine vécurent dans la maison.  En 1887, le Représentant William Scott (en) acheta la maison.  La maison fut rénovée en 1895 par Carrère and Hastings (en).
La maison de ville servit de quartiers temporaires pour le président Theodore Roosevelt et son équipe pendant les rénovations de la Maison Blanche du 25 juin au 6 novembre 1902.  Roosevelt n'y resta que brièvement avant de s'installer à Oyster Bay dans l'État de New York où il possédait une résidence. Le 3 octobre 1902, il tient au 736 une réunion pour mettre fin à la grande grève des mineurs de charbon de  Pennsylvanie (en).
La maison fut achetée en 1919 par le club des femmes de Washington qui l'occupa jusqu'en 1944. La maison fut alors vendue au Conseil national de l'Église luthérienne des États-Unis.

### 712 Jackson Place
Le 712 Jackson Place fut construit en 1869 pour l'amiral James Blair, mais fut vite revendu à Henry Rathbone, qui est connu pour avoir été aux côtés du président Abraham Lincoln au théâtre Ford la nuit de son assassinat. Durant la Première Guerre mondiale, le bâtiment abrita le Committee on Public Information et pendant une brève période la Women’s International League for Peace and Freedom.

### Autres
La maison d'angle avec la Pennsylvania Avenue abrita le Carnegie Endowment for International Peace pendant plusieurs décennies jusqu'à la fin des années 1960. Depuis, la maison est utilisée comme une annexe de la Blair House, maison mitoyenne sur Pennsylvania Avenue qui sert à l'accueil des personnalités étrangères, invitées de la Maison Blanche.

## Ancien projet de démolition
En 1957, le gouvernement fédéral fit l'acquisition des maisons de la Jackson Place. Il avait alors pour projet pour les démolir et d'y construire à la place un nouveau bâtiment fédéral. En 1962, la First Lady Jacqueline Kennedy intervint et le projet fut annulé.

## Source
- (en) Cet article est partiellement ou en totalité issu de l’article de Wikipédia en anglais intitulé « Jackson Place » (voir la liste des auteurs).